# 1947 год
1947 (ты́сяча девятьсо́т со́рок седьмо́й) год  по григорианскому календарю — невисокосный год, начинающийся в среду. Это 1947 год нашей эры, 7‑й год 5‑го десятилетия XX века 2‑го тысячелетия, 8‑й год 1940‑х годов. Он закончился 78 лет назад.
| Пн | Вт | Ср | Чт | Пт | Сб | Вс |
|    |    | 1  | 2  | 3  | 4  | 5  |
| 6  | 7  | 8  | 9  | 10 | 11 | 12 |
| 13 | 14 | 15 | 16 | 17 | 18 | 19 |
| 20 | 21 | 22 | 23 | 24 | 25 | 26 |
| 27 | 28 | 29 | 30 | 31 |    |    |

| Пн | Вт | Ср | Чт | Пт | Сб | Вс |
|    |    |    |    |    | 1  | 2  |
| 3  | 4  | 5  | 6  | 7  | 8  | 9  |
| 10 | 11 | 12 | 13 | 14 | 15 | 16 |
| 17 | 18 | 19 | 20 | 21 | 22 | 23 |
| 24 | 25 | 26 | 27 | 28 |    |    |

| Пн | Вт | Ср | Чт | Пт | Сб | Вс |
|    |    |    |    |    | 1  | 2  |
| 3  | 4  | 5  | 6  | 7  | 8  | 9  |
| 10 | 11 | 12 | 13 | 14 | 15 | 16 |
| 17 | 18 | 19 | 20 | 21 | 22 | 23 |
| 24 | 25 | 26 | 27 | 28 | 29 | 30 |
| 31 |    |    |    |    |    |    |

| Пн | Вт | Ср | Чт | Пт | Сб | Вс |
|    | 1  | 2  | 3  | 4  | 5  | 6  |
| 7  | 8  | 9  | 10 | 11 | 12 | 13 |
| 14 | 15 | 16 | 17 | 18 | 19 | 20 |
| 21 | 22 | 23 | 24 | 25 | 26 | 27 |
| 28 | 29 | 30 |    |    |    |    |

| Пн | Вт | Ср | Чт | Пт | Сб | Вс |
|    |    |    | 1  | 2  | 3  | 4  |
| 5  | 6  | 7  | 8  | 9  | 10 | 11 |
| 12 | 13 | 14 | 15 | 16 | 17 | 18 |
| 19 | 20 | 21 | 22 | 23 | 24 | 25 |
| 26 | 27 | 28 | 29 | 30 | 31 |    |

| Пн | Вт | Ср | Чт | Пт | Сб | Вс |
|    |    |    |    |    |    | 1  |
| 2  | 3  | 4  | 5  | 6  | 7  | 8  |
| 9  | 10 | 11 | 12 | 13 | 14 | 15 |
| 16 | 17 | 18 | 19 | 20 | 21 | 22 |
| 23 | 24 | 25 | 26 | 27 | 28 | 29 |
| 30 |    |    |    |    |    |    |

| Пн | Вт | Ср | Чт | Пт | Сб | Вс |
|    | 1  | 2  | 3  | 4  | 5  | 6  |
| 7  | 8  | 9  | 10 | 11 | 12 | 13 |
| 14 | 15 | 16 | 17 | 18 | 19 | 20 |
| 21 | 22 | 23 | 24 | 25 | 26 | 27 |
| 28 | 29 | 30 | 31 |    |    |    |

| Пн | Вт | Ср | Чт | Пт | Сб | Вс |
|    |    |    |    | 1  | 2  | 3  |
| 4  | 5  | 6  | 7  | 8  | 9  | 10 |
| 11 | 12 | 13 | 14 | 15 | 16 | 17 |
| 18 | 19 | 20 | 21 | 22 | 23 | 24 |
| 25 | 26 | 27 | 28 | 29 | 30 | 31 |

| Пн | Вт | Ср | Чт | Пт | Сб | Вс |
| 1  | 2  | 3  | 4  | 5  | 6  | 7  |
| 8  | 9  | 10 | 11 | 12 | 13 | 14 |
| 15 | 16 | 17 | 18 | 19 | 20 | 21 |
| 22 | 23 | 24 | 25 | 26 | 27 | 28 |
| 29 | 30 |    |    |    |    |    |

| Пн | Вт | Ср | Чт | Пт | Сб | Вс |
|    |    | 1  | 2  | 3  | 4  | 5  |
| 6  | 7  | 8  | 9  | 10 | 11 | 12 |
| 13 | 14 | 15 | 16 | 17 | 18 | 19 |
| 20 | 21 | 22 | 23 | 24 | 25 | 26 |
| 27 | 28 | 29 | 30 | 31 |    |    |

| Пн | Вт | Ср | Чт | Пт | Сб | Вс |
|    |    |    |    |    | 1  | 2  |
| 3  | 4  | 5  | 6  | 7  | 8  | 9  |
| 10 | 11 | 12 | 13 | 14 | 15 | 16 |
| 17 | 18 | 19 | 20 | 21 | 22 | 23 |
| 24 | 25 | 26 | 27 | 28 | 29 | 30 |

| Пн | Вт | Ср | Чт | Пт | Сб | Вс |
| 1  | 2  | 3  | 4  | 5  | 6  | 7  |
| 8  | 9  | 10 | 11 | 12 | 13 | 14 |
| 15 | 16 | 17 | 18 | 19 | 20 | 21 |
| 22 | 23 | 24 | 25 | 26 | 27 | 28 |
| 29 | 30 | 31 |    |    |    |    |

## События

### Январь
- 1 января
  - Нигерия получила ограниченную автономию (права самоуправления).
  - В Китае Центральный исполнительный комитет Гоминьдана обратился к ЦК КПК с предложением прекратить военные действия без предъявления каких-либо условий. Руководство КПК расценило это как требование капитуляции[1].
- 2 января — Указом Президиума Верховного Совета СССР упразднена Южно-Сахалинская область, её территория включена в состав Сахалинской области Хабаровского края. Созданная Сахалинская область с центром в Южно-Сахалинске выделена из состава Хабаровского края[2].
- 6 января — на севере Маньчжурии три колонны войск военачальника Линь Бяо форсировали по льду реку Сунгари и начали наступление на Чанчунь и Гирин[3].
- 10 января — в Китае Чжоу Эньлай от имени КПК выступил с обвинительной статьёй против гоминдановского режима Чан Кайши в Нанкине[1]. Он призвал гоминьдановкую армию «не проливать кровь своего народа, а обратить своё оружие против гоминьдановских национальных предателей»[4].
- 15 января — в Маньчжурии силы Линь Бяо вошли в пригороды Чанчуня. Однако на следующий день гоминьдановская армия начала продвижение вдоль правого берега Сунгари и Линь Бяо отвёл войска на прежние позиции на левом берегу реки[3].
- 16 января
  - Прошла инаугурация президента Франции Венсана Ориоля[5]. Отставка кабинета Леона Блюма[6].
  - На перегоне Подольск–Силикатная Московско-Курской железной дороги произошло столкновение двух грузовых поездов и электропоезда, погибли 20 человек[7]
  - По приговору Военной коллегии Верховного суда СССР повешены обвиняемые по делу изменников Родины – П. Н. Краснов, С. Н. Краснов, А. Г. Шкуро, Г. фон Паннвиц, Т. Н. Доманов и Клыч Султан-Гирей[8].
- 17 января — в ПНР прошли первые парламентские выборы.
- 19 января — в Китае 8-я колонна НОАК нанесла неожиданный удар по частям 18-й и 23-й гоминьдановских армий, находившимся на отдыхе в районе Хэншуя[9].
- 22 января — во Франции сформирован кабинет широкой коалиции с участием христианских демократов, СФИО и коммунистов во главе с социалистом Полем Рамадье[6][10].
- 25 января — в ходе боёв под Хэншуем 8-я колонна НОАК форсировала реку Шулу и на короткое время заняла Шицзячжуан[9].
- 26 января — в Копенгагене при взлёте разбился самолёт Douglas C-47A-30-DK. Погибли 22 человека, в том числе шведский принц Густав Адольф.
- 29  января — катастрофа дирижабля «Победа», погибли 3 человека. Последняя катастрофа дирижабля в истории СССР.

### Февраль
- 4 февраля — в Польше упразднена Крайова рада народова[11].
- 9 февраля — открылась Панглонгская конференция представителей различных областей Британской Бирмы, утвердившая национальное единство страны. Завершена 12 февраля[12].
- 10 февраля — страны антифашистской коалиции подписали мирный договор с Италией, которая лишалась колоний и признавала независимость Албании и Эфиопии[13].
- 15 февраля — Катастрофа DC-4 под Боготой.
- 16 февраля — в Маньчжурии силы Линь Бяо начали второе наступление на Чанчунь и вскоре достигли его пригородов, однако гоминьдановская армия контрударом очистила от частей НОАК железнодорожные участки Чанчунь — Таонань и Харбин — Гирин[14].
- 17 февраля
  - Во Вьетнаме французская армия заняла Ханой[15].
  - Принято решение о создании Международной ассоциации юристов.
- 28 февраля — в Тайбэе началось антиправительственное восстание, вызванное расстрелом демонстрации. Захваченная восставшими радиостанция передала призыв к жителям Тайваня присоединиться к восстанию и вскоре гоминьдановские власти потеряли контроль над крупными городами острова[16].

### Март
- Исключение министров-коммунистов из правительства Бельгии.
- 4 марта — в Дюнкерке подписан англо-французский Договор о взаимной помощи сроком на 50 лет[17].
- 5 марта — Катастрофа C-47 на Сванетском хребте, погибли 23 человека..
- 8 марта — гоминьдановская армия подавила восстание на Тайване[16].
- 10 марта — в Китае армия Линь Бяо тремя колоннами начала третье наступление на Чанчунь[14].
- 11 марта — в конституцию Филиппин внесена поправка, дающая гражданам США равные права с филиппинцами в отношении прав на эксплуатацию природных ресурсов и коммунальных предприятий[18].
- 12 марта — президент США Гарри Трумэн публично выдвинул внешнеполитическую программу сдерживания СССР (Доктрина Трумэна).Фактическое начало Холодной войны
- 14 марта — в Маниле подписано Соглашение о военных базах между Филиппинами и США. Соединённые Штаты получали под военные базы 23 участка земли сроком на 99 лет, а также право свободного пользования всеми водами и воздушным пространством страны для судов и самолётов армии США[18].
- 15 марта
  - Приступило к работе Учредительное собрание Лаоса под председательством Бонга Суванавонга. В этот же день сформировано королевское правительство во главе с принцем Суваннаратом[19].
  - Встретив на своём пути превосходящие силы армии гоминьдана, армия Линь Бяо прекратила наступление на Чанчунь и вновь вернулась на старые позиции вдоль реки Сунгари[14].
- 21 марта — в Маниле подписано Соглашение о военной помощи между Филиппинами и США, предусматривавшее обучение филиппинской армии советниками из США[18].
- 22 марта — приказ президента США о проверке лояльности государственных служащих.
- 25 марта — в Джакарте подписано Лингаджатское соглашение между правительствами Республики Индонезии и Нидерландов. Нидерланды признавали Республику Индонезию де-факто в составе островов Ява, Мадура и Суматра. Решено создать Соединённые Штаты Индонезии в составе Нидерландско-Индонезийского союза[20].
- 26 марта — в Австрии принят второй закон о национализации части промышленности и банков[21].

### Апрель
- 1 апреля — скончался король эллинов Георг II. Престол перешёл к его брату Павлу I (скончался 6 марта 1964 года)[22].

- 7 апреля

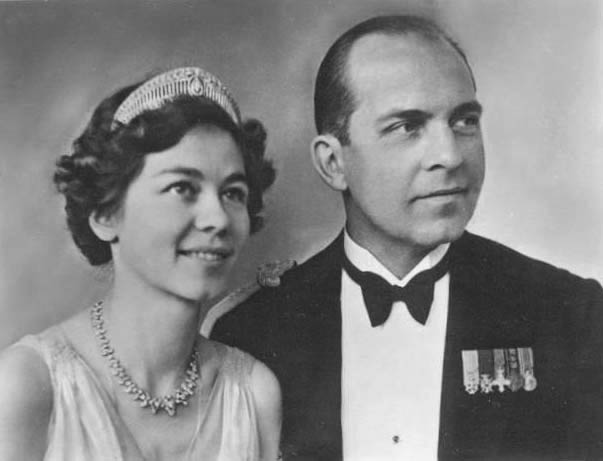
1 апреля: Павел I — король Греции c женой королевой Фредерикой.

  - В Британской Бирме начались выборы в Учредительное собрание[12].
  - В Дамаске открылась 1-я Конференция Партии арабского возрождения, основанной Мишелем Афряком и Салахом ад-Дин Битаром. В Сирии считается днём основания Партии арабского социалистического возрождения (БААС)[23].
- 17 апреля — в Аргентине восстановлено преподавание католической религии в государственных учебных заведениях[24].
- 18 апреля — в Китае гоминьдановские войска заняли Яньань, долгое время являвшуюся центром китайского коммунистического движения[25].
- 22 апреля — Катастрофа C-47 на Таймыре.
- 25 апреля — во Франции рабочие национализированных заводов «Рено» объявили забастовку с требованием повышения заработной палаты. Это вызвало раскол в правительстве, где их поддержали коммунисты, и правительственный кризис[26].
- 28 апреля — Учредительное собрание Лаоса завершило разработку первой Конституции Королевства Лаос[19].

### Май
- 1 мая
  - На пост президента Никарагуа вступил представитель Либеральной партии Леонардо Аргуэльо[англ.], сменивший генерала Анастасио Сомосу[27].
  - Коммунистическая партия Китая создала на подконтрольной ей территории Автономный район Внутренняя Монголия[28].
- 5 мая — премьер-министр Франции Поль Рамадье опубликовал декрет об исключении из правительства представителей Французской коммунистической партии за нарушение «министерской солидарности»[26].
- 6 мая — обнародована принятая Консультативным собранием первая конституция Королевства Камбоджа[29].
- 10 мая — коммунистическая армия Линь Бяо начала четвёртое наступление в Маньчжурии[30].
- 11 мая — Учредительная ассамблея во Вьентьяне приняла первую конституцию независимого Королевства Лаос[31]. В тот же день она была промульгирована королём Сисаванг Вонгом[19].
- 15 мая — 2-я и 3-я группы войск Линь Бяо заняли город Циньюань[30].
- 16 мая — при заходе на посадку в аэропорт Хабаровска разбился самолёт C-47, погибли 22 человека.
- 21 мая — совершил первый полёт Ту-4 (экипаж Н. С. Рыбко.)
- 25 мая — в Маньчжурии силы Линь Бяо блокировали город Сыпингай, 2-я и 3-я группы войск его армии ворвались в город Тунхуа[30].
- 26 мая
  - Указом Президиума Верховного Совета СССР в СССР отменена смертная казнь в мирное время.
  - Военный переворот в Никарагуа. Национальная гвардия свергла президента Леонардо Аргуэльо[англ.], вышедшего из-под контроля диктатора Анастасио Сомосы. Временным президентом назначен Бенхамин Лакайо Сакаса, решено созвать Учредительную ассамблею и провести новые президентские выборы[27].
- 28 мая — совершил первый полёт Су-11 (1947).
- 29 мая — при взлёте в Нью-Йорке потерпел катастрофу самолёт Douglas DC-4 компании United Air Lines, погибли 43 человека.
- 30 мая
  - В Маньчжурии две бригады гоминьдановских войск, получившие приказ овладеть Харбином, перешли на сторону коммунистической армии Линь Бяо под Гунчжулином[32].
  - Катастрофа C-54 под Бейнбриджем.
- 31 мая — Исключение коммунистов из правительства Италии.

### Июнь
- 5 июня — выступая в Гарвардском университете, государственный секретарь США Джордж Маршалл предложил свой план послевоенного восстановления Европы, получивший затем название план Маршалла[33].
- 13 июня — Катастрофа C-54 под Чарлстауном.
- 20 июня
  - В Китае силы НОАК под командованием Линь Бяо взяли Ляоян и блокировали Гирин[32].
  - Сутан Шарир покинул пост премьер-министра Индонезии.
- 23 июня — в США был принят закон Тафта-Хартли, приравнивающий политическую забастовку к уголовному преступлению.
- 24 июня — в США (штат Вашингтон) было зафиксировано первое в уфологии сообщение об НЛО.

### Июль
- 3 июля — премьер-министром Индонезии стал Амир Шарифуддин.
- 10 июля
  - В Югославии основана фирма звукозаписи «Jugoton».
  - В Китае армия Гоминьдана в связи с проливными дождями прекратила контрнаступление в Маньчжурии. Чан Кайши признал на Главном военном совете в Нанкине, что потеряна половина Маньчжурии, две трети железнодорожных магистралей и почти половина штатного состава действующей армии[9].
  - Совершил первый полёт Airspeed AS.57 Ambassador.
- 12 июля — в Анкаре заключено Соглашение об оказании военной помощи по доктрине Трумэна между США и Турцией. Турция получала широкую военную помощь от США, в турецкую армию направлялись американские советники[34].
- 14 июля — Египет вышел из стерлинговой зоны, введена национальная валюта — египетский фунт[35].
- 17 июля — в Сибайпо открылась Всекитайская земельная конференция под руководством Лю Шаоци. Она приняла «Основные положения земельного закона», предусматривавшие конфискацию всей собственности помещиков, равный раздел земли между всеми жителями деревни независимо от пола и возраста, создание в китайских деревнях комитетов бедноты. Завершила работу 13 сентября[25].
- 19 июля — в Рангуне сторонники У Со в форме солдат 12-й армии расстреляли национального лидера Аун Сана во время заседания правительства Бирмы[36].
- 26 июля — президент США подписал Закон о национальной безопасности, по которому были образованы Министерство Обороны, Совет национальной безопасности, Центральное разведывательное управление и Объединённый комитет начальников штабов.

### Август
- 2 августа — в аргентинских Андах потерпел катастрофу самолёт Avro Lancastrian «Star Dust». Обломки были найдены только в 1998 году на горе Тупунгато.
- 7 августа — завершилось плавание «Кон-Тики».
- 12 августа — в Китае две колонны НОАК под командованием Лю Бочэна перерезали Лунхайскую железную дорогу и прорвались в горный район Дабэшань, где создали новый освобождённый район[37].
- 14 августа — создание доминиона Пакистан[38].
- 15 августа
  - Независимость Индии от британского владычества[38]. Низам Хайдарабада Асаф Джах VII заявил, что княжество не присоединяется ни к Индии, ни к Пакистану[39].
  - На пост президента Никарагуа вступил избранный от Либеральной партии Виктор Роман-и-Рейес[40].
  - Прошли первые выборы в Национальное собрание Лаоса[19].
- 22 августа — в Китае колонна НОАК под командование Чэн Гэна форсировала Хуанхэ и, прорвав оборону гоминьдановских войск между Чжэнчжоу и Лояном, 26 августа соединилась с силами Лю Бочэна в горах Дабэшань[37].

### Сентябрь
- 2 сентября — подписание в Петрополисе, близ Рио-де-Жанейро, межамериканского договора «Об обороне Западного полушария» — «пакт Рио».
- 3 сентября — заключено Соглашение о пребывании американских войск в Китае между США и гоминьдановским Китаем[41].
- 8 сентября — в Аргентине принят закон, предоставивший избирательные права женщинам[42].
- 9 сентября — в Китае 4-я сессия Центрального исполнительного комитета Гоминьдана обсудила вопросы объединения всех политических партий и организаций страны и создания единого фронта против Коммунистической партии Китая[43].
- 14 сентября — в Петродворце под Ленинградом вновь открыт фонтан «Самсон», восстановленный после немецкой оккупации в ходе Великой Отечественной войны.
- 15 сентября — вступил в силу мирный договор между союзниками и Италией. Восстановлены законные права Албании на все её территории[44].
- 19 сентября — глава аппарата военных советников США в Китае генерал Альберт Ведемейер сообщил президенту США Гарри Трумэну о критическом положении гоминьдановских армий и предлагает оказать режиму Чан Кайши срочную помощь[45].
- 20 сентября — Национальное собрание Франции издало закон об «Органическом статуте Алжира», провозгласивший Французский Алжир «группой французских департаментов», населению которых даны все права французских граждан. Учреждались Правительственный совет и Алжирское собрание для обсуждения бюджета колонии[46].
- 22 сентября — создано Информационное бюро коммунистических и рабочих партий (Коминформ).
- 24 сентября — Учредительное собрание Британской Бирмы приняло конституцию будущего независимого Бирманского Союза[47].
- 27 сентября — в Китае на Центральном участке фронта силы НОАК захватили важный коммуникационный узел город Сюйчжоу[48].

### Октябрь
- Удаление коммунистов из правительства Чили.
- 6 октября
  - В Тегеране подписано Соглашение об американской военной помощи в Иране, подтверждавшее установленный в 1943 году контроль американских советников над армией Ирана и предусматривавшее иранские гарантии, исключающие возможность поступления в иранскую армию граждан других стран без согласия США[49].
  - В Китае две группировки войск НОАК начали наступление в районе Шицзячжуана[50].
- 7 октября — во Вьетнаме французская армия начала операцию по захвату района Вьетбак на севере страны[15].
- 10 октября — в Албании казнены оппозиционные депутаты Народного собрания из группы Шефкета Бейи.
- 14 октября — американский лётчик-испытатель Чак Йегер впервые превысил на реактивном самолёте Bell X-1 скорость звука в управляемом горизонтальном полёте.
- 17 октября — в Лондоне подписан договор о представлении независимости Британской Бирме. Бирма выходит из Британского содружества наций[47].
- 22 октября — патанские племена вторглись в Кашмир с территории Пакистана. Махараджа Джамму и Кашмира обратился к Индии за помощью и заявил о желании войти в состав Индийского союза[51].
- 24 октября — Катастрофа DC-6 в Брайс-Каньоне.
- 27 октября
  - После высадки в Кашмире индийских десантников подписана Грамота о присоединении Кашмира к Индии[51].
  - Заключено первое Соглашение об экономической помощи между США и гоминьдановским Китаем[41].
- 28 октября — Демократическая лига Китая заявила о разрыве отношений с Гоминьданом[43].

### Ноябрь
- 2 ноября — попытку подняться в воздух совершил самолёт «Хьюз Геркулес» с самым большим размахом крыльев (97,5 м).
- 6 ноября — в Курске в результате крушения трамвая, упавшего в реку погибли 8 человек[52][53].
- 14 ноября — Генеральная ассамблея ООН создала Временную комиссию ООН по Корее.
- 19 ноября — отставка премьер-министра Франции Поля Рамадье и его кабинета[6].
- 20 ноября — Коммунистическая партия Австрии покинула состав коалиционного правительства Карла Реннера и вывела из него своего представителя в знак несогласия с политикой правительства[54].
- 24 ноября — во Франции сформировано правительство христианского демократа Робера Шумана[6], первое правительство «третьей силы», широкой коалиции, направленной против коммунистов и голлистов[55].
- 25 ноября — приступило к работе первое Национальное собрание Лаоса под председательством Фуи Саннаникона[56].
- 27 ноября — во Франции начинается организованная Французской коммунистической партией и профсоюзами всеобщая стачка, продлившаяся до 10 декабря[57].
- 28 ноября — в районе Колон-Бешара в Алжире погиб в авиационной катастрофе генеральный инспектор французских войск в Северной Африке генерал Филипп Мари Леклерк[58].
- 29 ноября — Генеральная Ассамблея ООН приняла план раздела Палестины на еврейское и арабское государства[59].

### Декабрь
- 1 декабря — в Буэнос-Айресе открылся двухдневный учредительный съезд правящей Перонистской партии Аргентины, основанной президентом Хуаном Пероном и его женой Эвой Перон[60].
- 8 декабря — заключено Соглашение о военно-морском флоте между США и гоминьдановским Китаем[41].
- 18 декабря — Катастрофа Ил-12 в Красноярске.
- 19 декабря — во Франции руководимые СФИО профсоюзы «Форс увриер» вышли из состава Всеобщей конфедерации труда и создали свой профсоюзный центр[61].
- 22 декабря — принята республиканская конституция Италии[13].
- 23 декабря
  - Джоном Бардином, Уолтером Браттейном, и Уильямом Шокли был успешно протестирован первый транзистор, совершивший переворот в полупроводниковой технике.
  - В СССР День Победы 9 мая объявлен обычным рабочим днём[62].
- 25 декабря — на заседании ЦК КПК Мао Цзэдун отверг идею Чжу Дэ и Пэн Дэхуая о сформировании полевых армий, заявив, что формирование регулярных частей приведёт к отрыву армии от народа[43]. Силы НОАК явочным порядком объединялись во фронтовые соединения под командованием Линь Бяо, Не Жунчжэня, Чэнь И, Хэ Луна, Лю Бочэна, Чэн Гэна и Пэн Дэхуая[63].

### Без точных дат
- Народное восстание на Мадагаскаре, жестоко подавленное французскими колонизаторами.
- С этого года орнитологи Великобритании ведут регулярный учёт птиц, обитающих в стране.
- Розуэлльский инцидент — один или несколько случаев, имевших место в июле 1947 года в Нью-Мексико, связанных с появлением НЛО.
- Издана первая книга серии «Массовая радиобиблиотека».
- Массовый голод в СССР после окончания Великой Отечественной войны.
- В 1947 году М. Т. Калашниковым был сконструирован 7,62-мм автомат Калашникова.
- В СССР проведена денежная реформа.
- Издательство Генерального штаба Вооружённых Сил СССР выпустило «Атлас офицера» — учебное пособие, ставшие настольной книгой практически для каждого советского офицера.
- По просьбе патриарха Алексия I, мощи Алексея Святителя были возвращены РПЦ и помещены в Богоявленский патриарший собор в Елохово[64].

## Персоны года
Человек года по версии журнала Time — Джордж Маршалл, государственный секретарь США.

## Родились

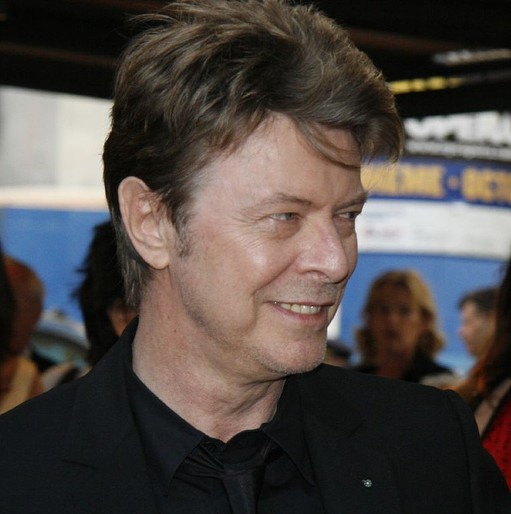
Дэвид Боуи

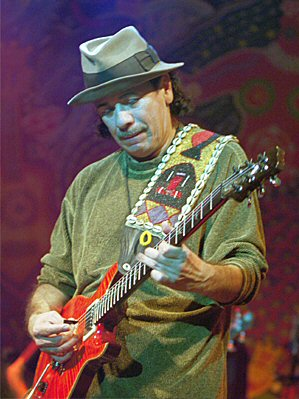
Карлос Сантана

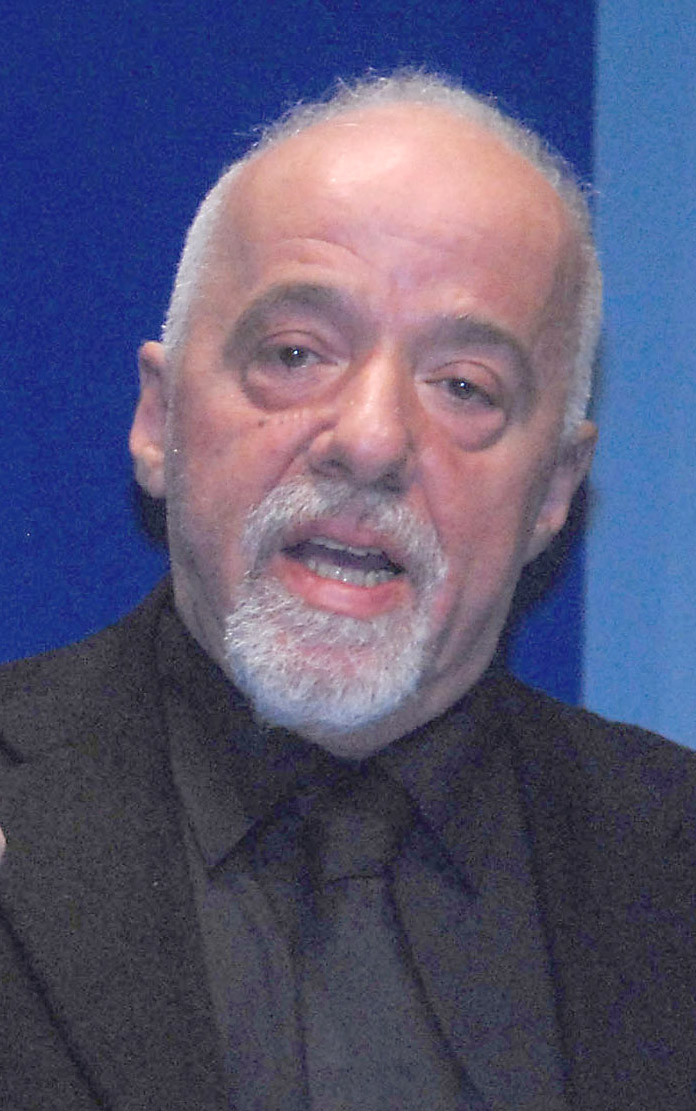
Пауло Коэльо

См. также: Категория:Родившиеся в 1947 году

### Январь
- 2 января
  - Маркас Зингерис, литовский писатель, поэт, драматург.
  - Александр Якушев, советский хоккеист и тренер.
- 8 января
  - Дэвид Боуи (ум. 2016), британский рок-певец и киноактёр.
  - Марина Неёлова, советская и российская актриса театра и кино.
- 18 января — Такэси Китано, японский кинорежиссёр и актёр.
- 22 января — Оравски, Владимир, Шведский писатель и режиссер родился в Чехословакии.
- 23 января — Александр Иншаков, советский и российский актёр, кинорежиссёр, сценарист и продюсер.
- 24 января — Мичио Каку, американский учёный, преподаватель Нью-Йоркского Сити-колледжа.

### Февраль
- 3 февраля — Маурицио Микели, итальянский актёр театра и кино.
- 13 февраля — Татьяна Тарасова, советский и российский тренер по фигурному катанию.
- 17 февраля — Вячеслав Малежик, советский и российский эстрадный певец.
- 19 февраля — Лев Рубинштейн, русский поэт, литературный критик, публицист и эссеист.
- 24 февраля — Макс Кинадер, канадский офтальмолог и нейробиолог.
- 24 февраля — Эдвард Джеймс Олмос, американский актёр и режиссёр.
- 24 февраля — Елена Соловей, советская киноактриса, Народная артистка РСФСР (1990).
- 24 февраля — Энни ван дер Мер[нидерл.], нидерландская спортсменка-легкоатлетка, бегун на сверхдлинные дистанции, многократная мировая рекордсменка, единственная женщина, пробежавшая наравне с мужчинами, внесена в Книгу рекордов Гиннеса.
- 28 февраля — Татьяна Васильева, советская и российская актриса.

### Март
- 2 марта — Юрий Богатырёв, советский актёр, Народный артист РСФСР (ум. 1989).
- 4 марта — Ян Гарбарек, норвежский джазовый саксофонист и композитор польского происхождения.
- 8 марта — Флорентино Перес, акционер и президент футбольного и баскетбольного клубов Реал Мадрид.
- 10 марта — Франческа Хилтон, американская актриса (ум. 2015).
- 11 марта — Марк Варшавер, актёр и театральный деятель, директор театра «Ленком».
- 14 марта — Джанни Белла, итальянский певец и композитор.
- 23 марта — Элизабет Скарборо, американская писательница.
- 24 марта — Жан-Кристоф Буве, французский актёр, сценарист.
- 25 марта — Элтон Джон, известный британский поп- и рок-певец, композитор, пианист.

### Апрель
- 4 апреля — Александр Викен, советский и украинский сценарист, режиссёр-мультипликатор и художник-мультипликатор.

- 7 апреля — Геннадий Михасевич, советский серийный убийца (ум. 1988).
- 18 апреля — Ежи Штур, польский актёр и режиссёр.
- 21 апреля — Игги Поп, вокалист, гитарист, пианист, композитор, деятель контркультуры США, лидер группы The Stooges.
- 25 апреля — Йохан Кройф, голландский футболист и тренер (ум. 2016).

### Май
- 11 мая — Юрий Сёмин, советский футболист и российский футбольный тренер.
- 17 мая — Владимир Вуйтек, чешский хоккейный тренер.
- 21 мая — Виктор Степанов, советский киноактёр, народный артист России и Украины (ум. 2005).
- 24 мая — Светлана Тома, актриса, заслуженная артистка Молдавской ССР и России.

### Июнь
- 1 июня — Джонатан Прайс, валлийский актёр театра и кино.
- 2 июня — Татьяна Лукьянова, советский, российский художник живописец и график.
- 6 июня
  - Роберт Инглунд, американский актёр, исполнитель роли Фредди Крюгера в «Кошмарах на улице Вязов».
  - Бари Алибасов, музыкант, продюсер, наставник группы «На-на».
- 8 июня — Валерий Андреев (ум. 2010) — советский и российский историк.
- 19 июня — Салман Рушди — британский писатель индийского происхождения, лауреат Букеровской премии (1981).
- 22 июня
  - Октавия Батлер, американская писательница-фантаст.
  - Наталья Варлей, советская и российская актриса театра и кино.
  - Джерри Ролингс, глава Ганы в 1979 и 1981—2001 годах.
- 29 июня
  - Валерий Шанцев, российский политик.
  - Дэвид Чианг, гонконгский актёр, режиссёр и продюсер.
- 30 июня — Владимир Петров, советский хоккеист (ум. 2017).

### Июль
- 10 июля — Илья Олейников, российский эстрадный актёр и телеведущий, (ум. 2012).
- 19 июля — Брайан Мэй, британский рок-музыкант, гитарист группы «Queen», автор многих хитов группы.
- 20 июля — Карлос Сантана, американский гитарист мексиканского происхождения.
- 25 июля — Александр Милинкевич, белорусский политический и общественный деятель.
- 30 июля — Арнольд Шварценеггер, американский киноактёр и культурист австрийского происхождения, бизнесмен, политик-республиканец, губернатор Калифорнии (с 2003 по 2011 г.).

### Август
- 4 августа — Клаус Шульце, немецкий композитор и музыкант, работающий в жанре электронной музыки.
- 7 августа — София Ротару, советская, российская, украинская и молдавская певица, актриса, музыкальный продюсер.
- 9 августа — Джон Варли, американский писатель-фантаст.
- 9 августа — Рой Ходжсон, английский футболист и тренер.
- 16 августа — Карим Абдул-Джаббар, американский баскетболист, считается одним из лучших игроков в истории баскетбола.
- 20 августа — Борис Токарев, актёр, кинорежиссёр.
- 21 августа — Люциус Шепард, американский писатель-фантаст.
- 24 августа — Пауло Коэльо, бразильский писатель и поэт.
- 26 августа — Михаил Шойфет, писатель, журналист, гипнотизёр.
- 29 августа — Джеймс Хант, британский автогонщик, чемпион Формулы-1 (ум. 1993).

### Сентябрь
- 16 сентября — Александр Руцкой, российский политик, вице-президент России (1991—1993).
- 19 сентября
  - Виктор Ерофеев, российский писатель.
  - Борис Галкин, советский и российский актёр, кинорежиссёр.
- 21 сентября
  - Стивен Кинг, популярный американский писатель, работающий в жанрах ужасов, фантастики, триллера, мистики.
  - Ян Мансхот — нидерландский барабанщик, участник диалект-рок-группы Normaal.
- 23 сентября — Ежи Попелушко, польский священник, убит офицерами польской службы безопасности в 1984 году.
- 27 сентября — Дик Адвокат, известный голландский футбольный тренер.

### Октябрь
- 6 октября — Александр Андрюшков, российский космонавт-исследователь, репортёр (ум. 2007).
- 11 октября — Михаил Давыдов, российский учёный, хирург, онколог. Президент Российской академии медицинских наук.
- 16 октября — Иван Дыховичный, советский и российский актёр, режиссёр (ум. 2009).
- 22 октября — Робертино Лорети, итальянский певец.
- 25 октября — Гленн Типтон, английский рок-музыкант, гитарист группы «Judas Priest».

### Ноябрь
- 2 ноября — Наталья Гурзо, советская и российская актриса театра и кино, мастер дубляжа.
- 6 ноября — Геннадий Селезнёв, российский политик, председатель Государственной Думы второго и третьего созывов (ум. в 2015) .
- 29 ноября — Мирза Хазар, радиожурналист, публицист, переводчик Библии на азербайджанский язык.
- 30 ноября — Антанас Рамонас, литовский писатель (ум. 1993).

### Декабрь
- 5 декабря — Брюс Голдинг, премьер-министр Ямайки в 2007—2011 годах.
- 14 декабря — Дилма Русеф, президент Бразилии 2011—2016 годах.
- 21 декабря — Пако Де Лусия, испанский гитарист фламенко.
- 29 декабря — Кози Пауэлл, британский барабанщик.
- 30 декабря — Джефф Линн, британский музыкант, композитор, мультиинструменталист, лидер группы «Electric Light Orchestra».

## Скончались
См. также: [[Категория:Умершие в 1947 году]]
- 25 января — Аль Капоне, известный американский гангстер.
- 1 апреля — Георг II, король Греции в 1922—1923, 1935—1947 годах (род. 1890).
- 2 мая — Пятрас Цвирка, литовский писатель.
- 11 мая — Эсильда Вилья, первая женщина-юрист в Боливии.
- 18 июня — Джон Генри Паттерсон, англо-ирландский военный, охотник, писатель.
- 9 июля — Люциан Желиговский, польский военачальник и политический деятель.
- 2 октября — Пётр Успенский, русский писатель, эзотерик и 2-й лидер движения «4-го пути».
- 16 октября — Балис Сруога, литовский писатель, критик, литературовед (род. в 1896).
- 27 октября — Фанни Луукконен, глава финской женской военизированной организации Лотта Свярд.
- 28 ноября — Жак-Филипп Леклерк, французский военачальник, маршал Франции (посмертно) (род. 1902).
- 1 декабря — Алистер Кроули, британский мистик, один из наиболее известных оккультистов XIX—XX века, пророк Телемы (род. в 1875).
- 13 декабря — Николай Рерих, русский художник, философ, учёный, писатель, путешественник, общественный деятель.
- 15 декабря — Артур Мейчен, известный британский (Уэльс) писатель, работавший в жанре мистики (род. в 1863).
- 17 декабря — Йоханнес Брёнстед. Автор протонной теории кислот и оснований (предложил одновременно и независимо от Томаса Лоури), развивал теорию кислотно-основного катализа.
- 28 декабря — Виктор Эммануил III, король Италии в 1900—1946 годах (род. 1869).

## Нобелевские премии
- Физика — Эдуард Виктор Эплтон — «За исследования физики верхних слоёв атмосферы, в особенности за открытие так называемого слоя Эплтона».
- Химия — Роберт Робинсон — «За исследования растительных продуктов большой биологической важности, особенно алкалоидов».
- Медицина и физиология — Карл Фердинанд и Герти Тереза Радниц Кори (1/2 премии, совместно) — за открытие каталитического превращения гликогена; Бернардо Усай (1/2 премии) — за открытие роли гормонов передней доли гипофиза в метаболизме глюкозы.
- Литература — Андре Жид — «За глубокие и художественно значимые произведения, в которых человеческие проблемы представлены с бесстрашной любовью к истине и глубокой психологической проницательностью».
- Премия мира — Совет Друзей на службе обществу и Американский комитет Друзей на службе обществу «В знак протеста квакеров против мировой войны».